# Campionati Internazionali di Sicilia 1987
I Campionati Internazionali di Sicilia 1987 sono stati un torneo di tennis giocato sulla terra rossa. È stata l'8ª edizione dei Campionati Internazionali di Sicilia, che fanno parte del Nabisco Grand Prix 1987. Si sono giocati a Palermo in Italia, dal 28 settembre al 4 ottobre 1987.

## Campioni

### Singolare
Martín Jaite ha battuto in finale  Karel Nováček con il punteggio di 7–6, 6–7, 6–4

### Doppio
Leonardo Lavalle /  Claudio Panatta hanno battuto in finale  Petr Korda /  Tomáš Šmíd con il punteggio di 3–6, 6–4, 6–4